# Église Saint-Renobert d'Auxerre
L'église Saint-Renobert est une église disparue d'Auxerre dans le département français de l'Yonne en région Bourgogne-Franche-Comté, construite vers 1206. 

## Situation
Elle se trouvait à l'angle de la rue Philibert Roux – anciennement rue Saint-Regnobert – et de la rue Jouber.

## Histoire
La première mention écrite connue de cette église remonte au XIIIe siècle : en 1206 le moine Robert de Saint-Marien écrit que le comte d'Auxerre Pierre II de Courtenay chasse les juifs de la ville et fait transformer la synagogue en église ; il fait élever dans le bâtiment deux autels, l'un à saint Nicolas et l'autre à saint Antoine. 
La tradition transmet que peu de temps après, ce bâtiment est abattu et une église construite à sa place, qui prend le nom de Saint-Renobert. Les archives de la cathédrale contiennent plusieurs documents du XIIIe siècle citant une église sous le nom de Sanctus Ragnobertus.
Vincent de Beauvais mentionne que Hugues de Noyers (évêque d'Auxerre † 1206) fait à Varzy, un 21 août, la levée des reliques de saint Renobert, qui jusqu'alors étaient dans un tombeau en pierre et les place dans une châsse. Lors de cette levée, cet évêque se réserve les phalanges des mains et des pieds, qui serviront à la dédicace de l'église Saint-Renobert à Auxerre à l'emplacement de la synagogue des juifs que le comte Pierre a expulsés de la ville, et où il fonde deux autels. L'église a donc dû être construite très rapidement après la démolition du bâtiment de la synagogue puisque Hugues de Noyers meurt en 1206. Mais Lebeuf donne pour date de cette levée de reliques « vers 1200 », ce qui ne permet pas de savoir si Hugues de Noyers a prélevé les ossements avant 1206 et s'il l'a fait en prévision de la construction de l'église ou pour une autre raison ; ou s'il les a prélevées pour cette raison peu de temps avant de mourir.
Les bollandistes, à la suite d'un ancien bréviaire de Baume-les-Nones en Franche-Comté, pensent que les reliques de Varzy sont pour la plupart celles de Zénon le diacre de saint Renobert. Les ossements auraient été mêlés dans les nombreux transports. Les pères jésuites d'Anvers Janning et Du-Sellier sont également de cet avis.
Des chiffres présents en différents endroits indiquent que l'église est bâtie aux temps de François Ier et de Henri II, avec une structure de type « erriciastique » - c'est-à-dire dans le style Henri II,. L'église aurait-elle été rebâtie ?
En 1296 Girard de Ville-sur-Arcis (Arcy-sur-Cure) fait un testament par lequel il fait un legs au curé de Saint-Renobert. L'église est aussi citée en 1315 par l'official d'Auxerre,.
Lorsqu'est faite la levée des reliques de saint Renobert, Hugues de Noyers (évêque d'Auxerre † 1206) se réserve les phalanges des mains et des pieds pour la dédicace de l'église Saint-Renobert à Auxerre à l'emplacement de la synagogue des juifs que le comte Pierre a expulsés de la ville. Dans cette église il fonde deux autels.
Le 28 septembre 1567 Auxerre est prise par les huguenots. L'église est pillée dès le deuxième jour : cloches cassées, figures en bois brûlées sur la place de l'Hôtel de ville, reliquaire de saint-Renobert détruit.
L'évêque Gilles de Souvré (év. 1626-1631) projette de réunir les paroisses de Saint-Renobert et de Saint-Pierre-en-Château, mais les habitants de la paroisse Saint-Pierre exigent que leur église soit l'église principale et le projet échoue.
La cathédrale de Bayeux ayant insisté pour récupérer des reliques de leur patron, l'évêque d'Auxerre Charles de Caylus (év. 1704-1754) prélève un fémur en juin 1714 et le confie à Jean Lebeuf qui l'emmène à Paris où il donne la relique au député de l'église de Bayeux.

## Curés de l'église
- Guillaume Legrand : il est choisi par le synode pour examiner le 17 avril 1613 le droit des archiprêtres[16].
- Laurent Frappé : curé de l'église le 2 octobre 1697[17].